# Es
Es (ili ens, zvano i mali jus; stsl. ęsъ) je naziv za slovo glagoljice i stare ćirilice. 
Koristilo se za zapis glasa /ę/, koji se vjerojatno izgovarao kao nazalni /e/. Glas je u hrvatskim narječjima nestao i prešao u e (językъ > jezik), a u čakavskom ponekad i u a (językъ > jazik, zajik). U ruskom npr. je prešao u ja (męso > mjaso). Nazalni glasovi postoje i danas u poljskom, npr. u imenu Lech Wałęsa.
Slovo nije imalo brojevnu vrijednost.
Standard Unicode i HTML ovako predstavljaju slovo es u glagoljici:
|                 | Unikod | Unikod                              | HTML     | HTML | izgled ovisi o pregledniku | poveznice (engl.)                |
| k. točka        | naziv  | kod                                 | entitet  |      | izgled ovisi o pregledniku | poveznice (engl.)                |
| --------------- | ------ | ----------------------------------- | -------- | ---- | -------------------------- | -------------------------------- |
| veliko slovo es | U+2C24 | GLAGOLITIC CAPITAL LETTER SMALL YUS | &#x2C24; | nema | Ⱔ                          | detaljni podaci test preglednika |
| malo slovo es   | U+2C54 | GLAGOLITIC SMALL LETTER SMALL YUS   | &#x2C54; | nema | ⱔ                          | detaljni podaci test preglednika |

## Napomene
1. ↑  Nazivi glagoljskih slova izvorno su na staroslavenskome, koji ima neke glasove kojih u hrvatskome nema. Prilagodba originalnih naziva na hrvatski nije jednoznačna. Nazivi ovdje su prema tablici u Hrvatskoj općoj enciklopediji, svezak 4, »Glagoljica«, s tim da se nazalni glasovi ę i ǫ, koji se u enciklopediji bilježe kao en i on, zamjenjuju s e i u, što su najčešći odrazi tih glasova u hrvatskom (stsl. imę, rǫka prema hrv. ime, ruka). To donekle odstupa od uvriježenih naziva u dijelu literature.

## Poveznice
- hrvatski jezik
- čakavsko narječje
- staroslavenski jezik
- poljski jezik
- us

## Vanjske poveznice
- Definicija glagoljice u standardu Unicode (PDF) (eng.)
- Stranica R. M. Cleminsona, s koje se može instalirati font Dilyana koji sadrži glagoljicu po standardu Unicode (eng.)